# Mirbelia depressa
Mirbelia depressa es una especie de planta floral del género Mirbelia, familia Fabaceae, orden Fabales.

## Distribución
Se distribuye por Australia Occidental.

## Taxonomía
Fue descrita por E. Pritz. y publicada en Botanische Jahrbücher für Systematik, Pflanzengeschichte und Pflanzengeographie 35: 230 (1904).